# Jamal Crawford
Aaron Jamal Crawford (ur. 20 marca 1980 w Seattle) – amerykański koszykarz, występujący na pozycji rzucającego obrońcy.
Absolwent Uniwersytetu Michigan. Wybrany w roku 2000 w drafcie z numerem 8 przez Cleveland Cavaliers. W drużynie z Cleveland nigdy jednak nie zagrał – jeszcze w dniu draftu przeszedł do Chicago Bulls w zamian za prawa do kontraktu Chrisa Mihma (kontrakt podpisał oficjalnie 25 września 2000). Barwy Bulls reprezentował przez cztery sezony. 5 sierpnia 2004 roku wraz z Jerome'em Williamsem przeszedł do New York Knicks w zamian za Othellę Harringtona, Franka Williamsa, Dikembe Mutombo i Cezarego Trybańskiego. W Knicks występował przez kolejne cztery sezony. 26 stycznia 2007 roku, w meczu przeciwko ówczesnym mistrzom NBA – Miami Heat, rzucił 52 punkty trafiając 20 rzutów z gry, co jest jego rekordem w tych statystykach. 21 listopada 2008 roku przeszedł do Golden State Warriors za Ala Harringtona. W Warriors wystąpił w 54 meczach, notując średnio 19,7 punktu na mecz. Po zakończeniu sezonu prawa do jego kontraktu przejął klub Atlanta Hawks, w zamian przekazując Warriors prawa do kontraktów Speedy'ego Claxtona i Acie'ego Lawa. W sezonie 2009/2010, już jako zawodnik Hawks, Crawford wystąpił w 79 meczach sezonu zasadniczego, wszystkie rozpoczynając poza pierwszą piątką. W tym sezonie przekroczył granicę 10 000 punktów i 2500 asyst uzyskanych podczas gry w NBA, trafił 163 rzuty za trzy punkty (co było najlepszym wynikiem sezonu spośród zawodników, którzy żadnego meczu nie rozpoczęli w pierwszej piątce) i ze średnią 18 punktów na mecz był najlepszym strzelcem ligi wśród rezerwowych i drugim w Hawks, po Joem Johnsonie. Po zakończeniu sezonu zasadniczego 2009/10 został otrzymał nagrodę Sixth Man of the Year, przyznawaną najlepszemu rezerwowemu. W głosowaniu Crawford uzyskał 580 na 610 możliwych do zdobycia punktów. W lipcu 2012 roku podpisał kontrakt z Los Angeles Clippers. 
W sezonie 2012/2013 zajął drugie miejsce w głosowaniu na najlepszego „szóstego” zawodnika ligi.
8 maja 2014 otrzymał nagrodę Najlepszego Rezerwowego za sezon 2013/14.
19 kwietnia 2016 po raz trzeci zdobył nagrodę Sixth Man of the Year Award.
7 lipca 2017 trafił w wyniku wymiany do Atlanty Hawks. Dzień później został zwolniony. 18 lipca podpisał umowę z klubem Minnesoty Timberwolves.
17 października 2018 zawarł umowę z Phoenix Suns.
9 lipca 2020 został zawodnikiem Brooklyn Nets.

## Osiągnięcia
Stan na 6 grudnia 2020, na podstawie, o ile nie zaznaczono inaczej
NBA
- Laureat nagród:
  - Najlepszy rezerwowy NBA (2010, 2014, 2016)[15]
  - Twyman–Stokes Teammate Award (2018)[16]
  - MVP tygodnia NBA (9.04.2006)
- Lider:
  - sezonu zasadniczego w skuteczności rzutów wolnych (2012)
  - play-off w skuteczności rzutów wolnych (2013 - wspólnie z Garym Nealem, 2017 z Tonym Parkerem, Kyle’em Korverem)[17]